# Kristy Hawkins
Kristy Hawkins (Longview, Texas; 28 de agosto de 1980) es una culturista profesional e ingeniera química estadounidense.

## Primeros años y educación
Kristy Hawkins nació y creció en la ciudad de Longview, en el estado de Texas, en 1980. En 1994, empezó a asistir a la Longview High School. En 1998, se graduó de la escuela secundaria y comenzó a asistir a la Universidad de Texas A&M ese mismo año, licenciándose en la misma en Ingeniería Química el año 2002 con la máxima calificación y con honores. Obtuvo un máster en Ingeniería Química en el Instituto Tecnológico de California (Caltech) en 2005. Posteriormente obtuvo un doctorado por el mismo centro en ingeniería química en 2008.

## Carrera como ingeniera
En 1999, Hawkins trabajó como becaria en la Eastman Chemical Company y de 2000 a 2002 volvió a trabajar como becaria en Solutia Inc. Desde noviembre de 2008 hasta el 8 de agosto de 2013, se trasladó a Emeryville (California), donde consiguió un trabajo como científica de ingeniería metabólica de Saccharomyces cerevisiae en Amyris Inc. A partir del 19 de agosto de 2013, trabajó como directora de ingeniería de levaduras para la empresa Lygos. Desde entonces, dejó Lygos y cofundó una empresa de ingeniería química llamada Antheia.

## Carrera en el culturismo

### Amateur
Hawkins se ha descrito a sí misma como muy pesada en la escuela primaria. Tomó clases de baile, pero dice que no era lo suficientemente activa y no tenía unos hábitos alimenticios adecuados. Sufría anorexia nerviosa. Al final se metió en el gimnasio para quemar calorías. Al principio empezó con ejercicios cardiovasculares y luego con pesas. A los 15 años, consiguió su propia membresía en el gimnasio y fue todos los días después de la escuela y el trabajo. Los propietarios organizaban una competición y le enseñaron los fundamentos del entrenamiento, la nutrición y las poses. A los 17 años, viajó con algunas personas de su gimnasio a Misisipi para asistir a un espectáculo de la ANPPC y quedó en tercer lugar en la clase corta de mujeres novatas. En dos ocasiones se situó entre los cuatro primeros en los nacionales de la NPC. En noviembre de 2007, ganó la categoría de peso ligero y la general en los Nacionales de la NPC y recibió su tarjeta profesional de la IFBB.

### Profesional
Tras convertirse en profesional, asistió a su primera competición profesional, la Ms. International de 2008, en la que quedó en decimocuarto lugar. En 2009, asistió a su primera Ms. Olympia, en la que acabó siendo séptima.
Cuando entrenaba y competía específicamente para el culturismo, consumía entre 2 500 y 3 000 calorías al día y su peso en los concursos rondaba las 140 libras y las 165 libras fuera de temporada. Hawkins dice que no llevaba la cuenta de sus cifras de grasa corporal, sino que se basaba en su aspecto físico.

### Historial competitivo
- 1998 - ANPPC Mississippi Open - 3º puesto (Novice Women Short Class)
- 1998 - AAU Mr/Mrs Southwest America - 1º puesto (Novice Women Medium Class) y Best Poser
- 1999 - AAU Mr/Mrs Southwest America - 1º puesto (Open Women Short Class) y Best Poser
- 2000 - ANPPC Southwest USA Natural Bodybuilding Championships - 3º puesto (Novice Women Short Class)
- 2002 - NPC Michigan Championships - 1º puesto (LW)
- 2002 - NPC Pittsburgh Open - 3º puesto (LW)
- 2003 - NPC Ronnie Coleman Classic - 1º puesto (MW)
- 2003 - NPC Pittsburgh Open - 1º puesto (MW y Overall)
- 2003 - NPC Lone Star Classic - 1º puesto (HW y Overall)
- 2003 - NPC Jr. Nationals - 4º puesto (MW)
- 2004 - NPC Jr. Nationals - 5º puesto (LHW)
- 2004 - IFBB North Americans - 4º puesto (LHW)
- 2005 - NPC Nationals - 4º puesto (LHW)
- 2006 - NPC Nationals - 3º puesto (LHW)
- 2007 - NPC Nationals - 1º puesto (LHW y Overall)
- 2008 - IFBB Ms. International - 14º puesto
- 2009 - IFBB Atlantic City Pro - 2º puesto
- 2009 - IFBB Ms. Olympia - 7º puesto
- 2010 - IFBB New York Pro - 10º puesto[1][3]

## Vida personal
Hawkins es agnóstica. Durante un tiempo mantuvo una relación seria con el culturista Branden Ray. Reside en Emeryville (California).